# Piece of Your Heart
Singles de Meduza
Lose Control
(2019)
Piece of Your Heart est une chanson du trio de producteurs italiens Meduza avec la participation vocale du trio britannique Goodboys, sortie le 1er février 2019. La chanson se classe no 2 de l'UK Singles Chart et atteint la première place du Billboard Dance Club Songs.

## Genèse
Meduza et Goodboys sont tous deux co-gérés par la même société de gestion et ont un ami commun, et ont commencé à travailler dans le même studio à Londres en 2018. Pendant l'enregistrement, Josh des Goodboys a parlé à travers le micro et dit « Désolé, juste vite... » (« Sorry, just quickly... ») avant de chanter le hook « da-da-da-da ». Les deux groupes ont des managers différents à la société : l'un dit que la remarque doit être supprimée, tandis que l'autre dit qu'elle doit être conservée. Matt de Meduza dit avoir espéré que la chanson a inspiré d'autres producteurs à faire des titres house qui seront joués à la radio.

## Distinctions
La chanson est nommée au prix du meilleur enregistrement dance lors des Grammy Awards 2020. Elle remporte également le prix de la meilleure chanson dance lors de l'International Dance Music Awards.

## Liste des pistes
| 1. | Piece of Your Heart | 2:32 |

| 1. | Piece of Your Heart (James Hype Remix) | 3:50 |

| 1. | Piece of Your Heart (Weiss Remix) | 3:22 |

| 1. | Piece of Your Heart (CYA Remix) | 4:25 |

| 1. | Piece of Your Heart (James Hype Remix)   | 3:50 |
| 2. | Piece of Your Heart (Weiss Remix)        | 3:22 |
| 3. | Piece of Your Heart (CYA Remix)          | 4:25 |
| 4. | Piece of Your Heart (The Stickmen Remix) | 3:14 |

| 1. | Piece of Your Heart (Alok Remix) | 2:46 |

| 1. | Piece of Your Heart (Joris Voorn Remix) | 3:33 |
| 2. | Piece of Your Heart (Lee Foss Remix)    | 4:08 |

| 1. | Piece of Your Heart (Alan Saher & David Puentz Remix) | 2:56 |

## Classements et certifications
| Classements (2019-20)                   | Meilleure position |
| --------------------------------------- | ------------------ |
| Allemagne (Media Control AG)            | 4                  |
| Australie (ARIA)                        | 7                  |
| Autriche (Ö3 Austria Top 40)            | 9                  |
| Belgique (Flandre Ultratop 50 Singles)  | 2                  |
| Belgique (Wallonie Ultratop 50 Singles) | 4                  |
| Brésil (Top 100 Brasil)                 | 84                 |
| Bulgarie (PROPHON)                      | 1                  |
| Canada (Canadian Hot 100)               | 39                 |
| CEI (Tophit)                            | 2                  |
| Chine (Billboard Airplay/FL)            | 22                 |
| Danemark (Tracklisten)                  | 4                  |
| Écosse (OCC)                            | 2                  |
| États-Unis (Hot Dance Club Songs)       | 1                  |
| États-Unis (Hot Dance/Electronic Songs) | 10                 |
| France (SNEP)                           | 22                 |
| France (SNEP Ventes)                    | 19                 |
| Global Excl. US (Billboard)             | 133                |
| Grèce (IFPI)                            | 14                 |
| Hongrie (Rádiós Top 40)                 | 2                  |
| Hongrie (Dance Top 40)                  | 9                  |
| Hongrie (Single Top 40)                 | 8                  |
| Hongrie (Stream Top 40)                 | 10                 |
| Irlande (IRMA)                          | 3                  |
| Islande (Tonlist)                       | 8                  |
| Italie (FIMI)                           | 10                 |
| Lettonie (LAIPA)                        | 4                  |
| Lituanie (AGATA)                        | 5                  |
| Mexique (Inglés Airplay)                | 1                  |
| Norvège (VG-lista)                      | 22                 |
| Nouvelle-Zélande (RMNZ)                 | 27                 |
| Pays-Bas (Nederlandse Top 40)           | 4                  |
| Pays-Bas (Single Top 100)               | 6                  |
| Pologne (ZPAV)                          | 9                  |
| Portugal (AFP)                          | 7                  |
| Roumanie (Airplay 100)                  | 12                 |
| Royaume-Uni (UK Singles Chart)          | 2                  |
| Russie (Tophit Radio Top 100)           | 1                  |
| Serbie (Radiomonitor)                   | 1                  |
| Slovaquie (IFPI Rádio)                  | 5                  |
| Slovaquie (IFPI Singles Digitál)        | 3                  |
| Suède (Sverigetopplistan)               | 20                 |
| Suisse (Schweizer Hitparade)            | 6                  |
| Tchéquie (IFPI Rádio)                   | 6                  |
| Tchéquie (IFPI Singles Digitál)         | 3                  |
| Ukraine (Tophit Radio Top 100)          | 17                 |

| Classement (2019)                       | Position |
| --------------------------------------- | -------- |
| Allemagne (GfK Entertainment)           | 13       |
| Australie (ARIA)                        | 16       |
| Autriche (Ö3 Austria Top 40)            | 21       |
| Belgique (Flandre Ultratop)             | 7        |
| Belgique (Wallonie Ultratop)            | 16       |
| Canada (Canadian Hot 100)               | 97       |
| CEI (Tophit)                            | 6        |
| Danemark (Tracklisten)                  | 15       |
| États-Unis (Dance Club Songs)           | 16       |
| États-Unis (Hot Dance/Electronic Songs) | 20       |
| France (SNEP)                           | 72       |
| Hongrie (Dance Top 40)                  | 39       |
| Hongrie (Single Top 40)                 | 61       |
| Irlande (Irish Singles Chart)           | 11       |
| Italie (FIMI)                           | 25       |
| Lettonie (LAIPA)                        | 15       |
| Pays-Bas (Nederlandse Top 40)           | 12       |
| Pays-Bas (Single Top 100)               | 16       |
| Pologne (ZPAV)                          | 51       |
| Portugal (AFP)                          | 30       |
| Royaume-Uni (UK Singles Chart)          | 11       |
| Russie (Tophit Airplay)                 | 6        |
| Slovénie (SloTop50)                     | 24       |
| Suède (Sverigetopplistan)               | 70       |
| Suisse (Schweizer Hitparade)            | 20       |
| Ukraine (Tophit Airplay)                | 86       |

### Certifications
| Pays | Certification | Ventes certifiées |
| --- | ------------- | ----------------- |
| Allemagne (BM) | Platine       | 400 000^          |
| Australie (ARIA) | 5 × Platine   | 350 000^          |
| Belgique (BEA) | 2 × Platine   | 80 000*           |
| Brésil (ABPD) | 3 × Diamant   | 480 000*          |
| Canada (Music Canada) | 2 × Platine   | 160 000^          |
| Danemark (IFPI) | Platine       | 90 000^           |
| États-Unis (RIAA) | Or            | 500 000^          |
| France (SNEP) | Platine       | 200 000*          |
| Italie (FIMI) | 2 × Platine   | 100 000‡          |
| Mexique (AMPFV) | Diamant       | 330 000^          |
| Nouvelle-Zélande (RMNZ) | Or            | 15 000*           |
| Pologne (ZPAV) | 3 × Platine   | 60 000*           |
| Portugal (AFP) | 2 × Platine   | 20 000x           |
| Royaume-Uni (BPI) | 2 × Platine   | 1 200 000‡        |
| Streaming |               |                   |
| Suède (GLF) | Platine       | 8 000 000x        |
| *Ventes selon la certification ^Mise en rayon selon la certification xNon précisé par la certification ‡ventes/streaming selon la certification |               |                   |